# 睡眠者效应
休眠效果（Sleep effect），最早由美国心理学家卡尔·霍夫兰德（CarlIver Hovland）提出。休眠效果是一种关于态度的心理学现象，即由信息传达者威信（可信度）对人们态度改变产生的影响，会随着时间的推移减弱。
一般来讲，信源的可信度越高，说服效果越大；反之则小。但这种信源的影响并非一成不变，随着时间的推移，高可信度的信源说服效果就会出现衰减，低可信度信源的说服效果反而呈现上升趋势。其原因在于人脑的遗忘机制是从次要信息开始的，随着时间的流逝由信源影响带来的说服效果减弱，而信息内容本身的特性对效果的影响开始增强。霍夫兰称这种现象为“休眠效果”